# Oecomys rex
Oecomys rex é uma espécie de roedor da família Cricetidae. Pode ser encontrada no Brasil, Venezuela, Guiana e Guiana Francesa.